# Sicyonella antennata
Sicyonella antennata är en kräftdjursart som beskrevs av Hansen 1919. Sicyonella antennata ingår i släktet Sicyonella och familjen Sergestidae. Inga underarter finns listade i Catalogue of Life.